# Штётце
Штётце (нем. Stoetze) — община в Германии, в земле Нижняя Саксония.
Входит в состав района Ильцен. Подчиняется управлению Роше. Население составляет 663 человека (на 31 декабря 2010 года). Занимает площадь 39,05 км².
Коммуна подразделяется на 9 сельских округов.